# Моннервиль, Пьер
Пьер Александр Жюст Моннервиль (фр. Pierre Alexandre Just Monnerville; 24 февраля 1895 года, Кайенна, Французская Гвиана — 6 сентября 1970 года, Абим, Гваделупа) — французский врач и политик, депутат Национального собрания Франции, офицер ордена Почётного легиона.

## Биография
Пьер Александр Жюст Моннервиль родился 24 января 1895 года в Кайенне, во Французской Гвиане. Он был сыном Марка Сен-Ива Моннервиля и Мари-Франсуазы Орвиль, старшим братом Гастона Моннервиля. Родители его были детьми бывших рабов и происходили из городка Кас-Пилот на Мартинике. Они не состояли в официальном браке.
В 1911 году Пьер Моннервиль, получив грант, переехал в Тулузу, где окончил лицей. Изучал медицину. Принимал участие в заключительном этапе Первой Мировой войны в качестве ассистента врача и был ранен. В 1921 году получил степень доктора медицины и переехал на Гваделупу. Поселился в городке Морн-а-Льо. В 1947 году он был избран мэром этого городка и оставался в этой должности до самой смерти. Ныне стадион в Морн-а-Льо носит имя Пьера Моннервиля.
Вступил во Французскую секцию Рабочего интернационала. 2 января 1956 года был избран депутатом в Национальное собрание Франции от Гваделупы и был им до 2 апреля 1967 года. Переизбирался в 1958 и 1962 годах.
В 1921 году на Мартинике женился на Вирджини Моннервиль, уроженке Мартиники, от которой в 1923 году у него родился сын Андре Моннервиль, также ставший врачом.
Пьер Моннервиль умер 6 сентября 1970 года в Абиме на Гваделупе.

## Карьера
- Депутат Национального собрания Франции от Гваделупы — 2 января 1956 — 8 декабря 1958; 30 ноября 1958 — 9 октября 1962; 25 ноября 1962 — 2 апреля 1967.[3]
- Мэр города Морн-а-Льо с 1947 по 1970 год.

## Награды
- — кавалер и офицер ордена Почетного легиона;
- — крест войны 1939—1945 годов;